# Крістофер Макдуґал
Крістофер Макдуґал (англ. Christopher McDougall; нар. 1962 року) — американський журналіст та автор нон-фікшн літератури. Макдуґал розпочав свою кар'єру, працюючи іноземним кореспондентом в Associated Press і висвітлюючи події в Руанді та Анголі. Статті автора розміщувалися в таких виданнях як Esquire, the New York Times Magazine, Outside, Men's Journal.

## Книги автора
Макдуґал є автором двох популярних книг у жанрі нон-фікшн:
- Born to Run: A Hidden Tribe, Superathletes, and the Greatest Race the World Has Never Seen. Книга вийшла друком у видавництві Knopf у 2009 році. Український переклад книжки («Народжені бігати») з'явився у 2018 році у видавництві «Наш формат». У ній розповідається про індіанський народ тараумара, відомий тим, що його представники є витривалими бігунами. Саме слово «тараумара» на мові науатль означає «підошви, що біжать»[3]. Макдуґал поспілкувався з цим народом, щоб виявити їх секрет хорошої фізичної підготовки.
- Natural Born Heroes: Mastering the Lost Secrets of Strength and Endurance уперше опубліковано в 2013 році[4]. У рамках свого дослідження людської витривалості Макдуґал подорожує до Середземномор'я, щоб дізнатися секрети жителів острова Крит.

## Список джерел
1. ↑  Identifiants et Référentiels — ABES, 2011.
2. ↑  Christopher McDougall | Penguin Random House. www.penguinrandomhouse.com (амер.). Архів оригіналу за 2 травня 2018. Процитовано 13 квітня 2018.
3. ↑  Антонен Арто и танец Пейотля. syg.ma. Архів оригіналу за 14 квітня 2018. Процитовано 13 квітня 2018.
4. ↑  Natural Born Heroes. www.goodreads.com. Архів оригіналу за 22 травня 2018. Процитовано 13 квітня 2018.